# Jan Kłos (filozof)
Jan Antoni Kłos (ur. 26 czerwca 1958 w Katowicach) – polski filozof, nauczyciel akademicki, profesor nadzwyczajny w Katedrze Etyki Szczegółowej Wydziału Filozofii Katolickiego Uniwersytetu Lubelskiego Jana Pawła II. Jest członkiem Rady Programowej Warsaw Enterprise Institute.

## Wykształcenie i doświadczenie zawodowe
W 1987 ukończył studia na Wydziale Filozofii KUL. W 1998 obronił pracę doktorską. W 2007 otrzymał stopień doktora habilitowanego, a 25 czerwca 2019 tytuł profesora nauk humanistycznych. Do maja 2014 pełnił funkcję Kierownika Katedry Etyki Społecznej i Politycznej. Zajmuje się historią doktryn społeczno-politycznych, teoriami środków masowego przekazu. Prowadzi wykłady z historii doktryn społeczno-politycznych, teorii środków masowego przekazu. Prowadzone zajęcia w j. ang.: philosophical foundations of political doctrines, communication management, history of American literature, foundations of American democracy, political system of America. III nagroda za esej filozoficzny Spontaneous Order versus Organized Order przyznaną przez Uniwersytet w Aix en Provence oraz przyznana nagroda im. M. Novaka w 2006.

### Granty badawcze
Źródło: 
- Kierownik grantu promotorskiego p. Karoliny „Jurak Społeczeństwo i władza w myśli Lorda Actona”
- Stypendium na Uniwersytecie Katolickim w Leuven (Belgia, lipiec-sierpień 2001)
- Stypendium w Instytucie Lorda Actona (Grand Rapids, USA, lipiec-⁠sierpień 2002)

### Nagrody
Źródło: 
- III nagroda za esej filozoficzny Spontaneous Order versus Organized Order (Uniwersytet de Marseille, Aix en Provence, Francja)
- Nagroda im. Michaela Novaka (Grand Rapids, USA, 2006)
- Nagroda Rektora PWSZ Chełm (październik 2011)
- Medal Komisji Edukacji Narodowej za szczególne zasługi dla oświaty i wychowania (9 XII 2013)
- Nagroda Rektora KUL za pracę habilitacyjną (2007)

### Współpraca z ośrodkami zagranicznymi
- Instytut Lorda Actona w Grand Rapids (USA)
- Baltic & Black Sea Circle Consortium (BBCC)

### Współpraca z ośrodkami krajowymi
- Forum Obywatelskiego Rozwoju (Warszawa)
- Warsaw Enterprise Institute (Warszawa)

### Członkostwo w organizacjach naukowych
Źródło: 
- Friends of Cardinal Newman (Birmingham, od 1990),
- International Centre of Newman Friends (Rzym, od 1999),
- Towarzystwo Naukowe KUL (od 1999),
- Baltic & Black Sea Circle Consortium (BBCC), od 26 V 2014

## Prace

### Książki
- John Henry Newman i filozofia, TNKUL, Lublin 1999.
- Pewność wobec niepewności. Szkic z filozofii wiary Johna Henry’ego Newmana, Wydawnictwo KUL, Lublin 2003.
- Wolność-indywidualizm-postęp. Liberalizm konserwatywny wobec nowoczesności, Wydawnictwo KUL, Lublin 2007.
- Faith, Freedom & Modernity. Christianity and Liberalism in the Nineteenth Century, Acton Institute, Grand Rapids 2010.
- Freedom as an Uncertain Cause in Graham Greene’s Novels. A Philosophical and Literary Analysis, Wydawnictwo KUL, Lublin 2012.
- Marché libre comme une rencontre et un syntagme, Studium Philosophique-Ethique Social Jean Paul II á Paris, Paris 2015
- Kryzys cywilizacji europejskiej wobec chrześcijaństwa w myśli Juana Donoso Cortesa, Academicon, Lublin 2017.